# Deanwood (metropolitana di Washington)
Deanwood è una stazione della metropolitana di Washington, situata sulla linea arancione. Si trova nell'omonimo quartiere.
È stata inaugurata il 20 novembre 1978, contestualmente all'apertura del tratto tra Stadium-Armory e New Carrollton.
La stazione è dotata di un parcheggio da 194 posti ed è servita da autobus del sistema Metrobus (anch'esso gestito dalla WMATA) .